# Hyastenus hilgendorfi
Hyastenus hilgendorfi is een krabbensoort uit de familie van de Epialtidae. De wetenschappelijke naam van de soort is voor het eerst geldig gepubliceerd in 1887 door de Man.